# Rue Desengaño
La rue du Desengaño (déconvenue) est une petite voie de l'arrondissement Centre de Madrid, Espagne, située entre la rue de Valverde et Concepcion Arenal, sur un côté de la Gran Via. Le plan de Texeira, publié en 1656, la nomme "rue Desengaño, aujourd'hui des Basilios". A l'origine la rue était plus longue, arrivant jusqu'à Fuencarral, cédant ensuite ce tronçon initial de son parcours au bâtiment Telefónica, bâti entre 1926 et 1929.
Cette rue a eu un appendice, la traversée du Desengaño qui, dans les plans de Texeira et Espinosa (1769), apparaît avec le nom de rue de la Flor.
Son nom légendaire de rue du Desengaño, a laissé place à rue des Basilios, du nom du couvent de san Basilio. Après l'exclaustration promue par Juan Álvarez de Mendizábal dans la première moitié du XIXe siècle, l'église a perduré quelque temps, puis a servi à édifier le premier Théâtre Lope de Vega, plus connu comme théâtre du Drame et théâtre des Basilios.[3] A cette période, a eu lieu dans cette rue l'attentat contre la berline du général Narváez la nuit du 6 novembre 1843, au cours duquel est mort son assistant, le commandant Baseti, et a été blessé un jeune, Salvador Bermúdez de Castro; le "Espadón de Loja" s'en est sorti indemne.

## Description de Mesonero
Ramón de Mesonero Romanos, doyen indiscutable des chroniqueurs madrilènes, décrivant l'environnement monumental modeste de cette rue et de ses alentours, informe sur ce qui a précédé et suivi le couvent des Basiliens, l'Eglise San Martín (Madrid) et le temple du couvent de Portacoeli.

« Parmi les bâtiments publics de cette rue, le plus considérable était le couvent et église des moines de San Basilio, qui s'y installèrent en 1611, quittant le lieu primitif de leur fondation, qui se situait à un quart de lieue de Madrid, près du ruisseau d'Abroñigal. Lors des exclaustrations antérieures, cette église servit de parroisse de San Martín, et après celle de 1836 elle fut, avec le couvent, caserne d'artillerie de la Milice Nationale, puis Bourse du Commerce, et ensuite, une fois vendu ce bâtiment et après une complète transformation, il hébergea le théâtre appelé Lope de Vega, un moulin de chocolat à la vapeur, une imprimerie, un café, un atelier automobile et diverses habitations privées. La rue qui le borde s'est appelée un temps rue des Basiliens, et nous ne savons pas depuis quand ni pour quelle raison elle a ensuite pris le nom de Desengaño. L'autre couvent de cléricaux mineurs de San Felipe Neri, appelé de Porta-Caeli, et situé au bout de la rue du Desengaño, fut auparavant celui des pères dominicains du Rosaire et destiné à ceux-ci en 1613, lorsqu'ils vinrent fuyant les soulèvements du Portugal et de la Catalogne; mais le temple actuel, qui aujourd'hui sert de paroisse de San Martín, est moderne, construit en 1725, et n'a rien de particulier. »

— Mesonero Romanos (1861)

### Légende dudesengaño (déconvenue)

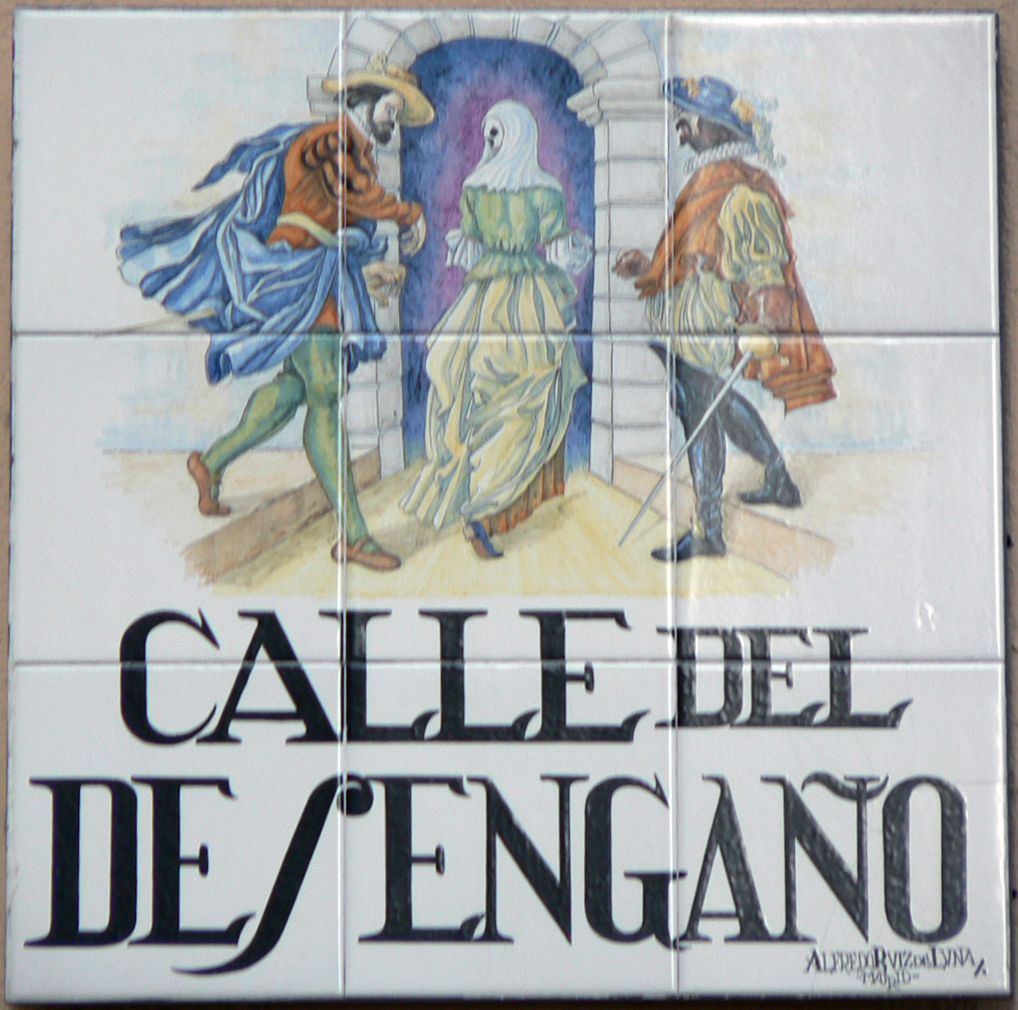
La mystérieuse légende du Desengaño représentée par le céramiste Alfredo Ruiz de Luna González dans le répertoire des rues du quartier ancien de Madrid.

La tradition populaire attribue l'origine du nom de la rue à une des diverses légendes qui entourent la vie et les miracles du Chevalier de Grâce. Ce Jacobo de Grattis, qui faisait la cour à une dame habitante de cette rue, est tombé sur son rival le prince Vespasien Gonzague. Mais avant qu'ils ne "mesurassent leurs fers" est passée devant eux une mystérieuse ombre couverte d'un voile et suivie par un renard. Ils la suivirent, oubliant leur querelle, jusqu'à ce qu'elle s'arrête à côté d'un mur. Et quelle ne fut pas leur surprise lorsqu'ils découvrirent qu'il s'agissait en réalité d'une momie bien conservée. La réponse des chevaliers face à cela fut: "Quelle déconvenue!".
Avec les mêmes garanties de vraisemblance, c'est-à-dire peu, cette légende est liée à l'existence d'une conspiration contre le roi Felipe II de la part de certains amis de son fils, le malheureux prince Carlos, selon laquelle les conspirateurs qui avaient l'habitude de se réunir dans cette rue inventèrent le conte pour chasser les gendarmes et "justicias" (suppléants pour les affaires judiciaires) du roi.

### Habitants illustres
Parmi les plus illustres habitants de cette rue du vieux Madrid, il faut mentionner Francisco de Goya. Le peintre a habité au numéro 1, entre 1779 et 1800, année où il a déménagé à la proche rue Valverde, n°15 (au coin de Desengaño), un épisode de la vie du génie aragonais auquel l'écrivain allemand Lion Feuchtwanger a consacré le roman historique intitulé précisément Goya, ou La rue du desengaño (1951). C'est rue du Desengaño qu'est morte son épouse et né le seul de ses fils qui lui survécut; et au numéro 17 de la même rue a vécu et est morte celle qui fut la compagne des dernières années de Goya, Leocadia Zorrilla.

### Aquí no hay quien viva
Au xxie siècle cette rue est devenue populaire pour sa présence dans la série Aquí no hay quien viva (Il n'y a pas moyen de vivre ici), émise à la télévision par Antena 3 de 2003 à 2006.